# 大四十経
『大四十経』（だいしじゅうきょう、巴: Mahā-cattārīsaka-sutta, マハーチャッターリーサカ・スッタ）とは、パーリ仏典経蔵中部に収録されている第117経。『聖道経』（しょうどうきょう）とも言う。釈迦が、比丘たちに八正道を詳細化した善事二十項を説いていく。経名は、経中で釈迦が、その善事二十項と、それに対応する悪事二十項を足して、「四十の法」と総称していることに因む。
類似の伝統漢訳経典としては、『中阿含経』（大正蔵26）の第189経「聖道経」がある。

## 構成

### 登場人物
- 釈迦

### 場面設定
ある時、釈迦はサーバッティー（舎衛城）のアナータピンディカ園（祇園精舎）に滞在していた。
釈迦は比丘たちに、正しい定（正定）を説くため、それに先行する八正道の七道を、詳細に述べていく。
釈迦は、正見に対応する八見、正思・正語・正業に対応する十善戒、正命に対応する二生（出家・在家）を挙げ、以上の計二十項の善事を守ることで、正定へと至る八正道が通じ、ひいては正智（正しい智慧）・正解脱（正しい解脱）へと至ることを説明しつつ、この善事二十項とそれに対応する悪事二十項を総称して「四十の法」と名付ける。
比丘たちは歓喜してそれを信受する。

## 内容
10項目の邪見を挙げ、これが「邪見である」と知ることが正見であると説く。

Katamā ca bhikkhave, micchādiṭṭhi: natthi dinnaṃ, natthi yiṭṭhaṃ, natthi hutaṃ, natthi sukaṭadukkaṭānaṃ kammānaṃ phalaṃ vipāko, natthi ayaṃ loko, natthi paro loko, natthi mātā, natthi pitā, natthi sattā opapātikā,  natthi loke samaṇabrāhmaṇā sammaggatā sammāpaṭipannā, ye imaṃ ca lokaṃ paraṃ ca lokaṃ sayaṃ abhiññā sacchikatvā pavedentīti. Ayaṃ bhikkhave, micchādiṭṭhi.
比丘たちよ。邪見とは何か。
布施〔に果報〕はなく、大規模な献供〔に果報〕はなく、小規模な献供〔に果報〕はない。善悪の業に果報はない。今世は存在せず、他世（＝来世）は存在しない。母〔への果報〕はなく、父〔への果報〕はない。化生の衆生はない。
この世において、正しい道を歩み、正しく行じ、自らの智慧によって今世と他世を悟り、（それを他者に）説く沙門、バラモンは存在しないという、比丘たちよ、これが邪見である。

さらに十悪と、それに対応する十善戒を説く。

Katamo ca bhikkhave, micchākammanto: pāṇātipāto, adinnādānaṃ, kāmesu micchācāro. Ayaṃ bhikkhave, micchākammanto.

比丘たちよ、いかなるものが邪業か。殺生、偸盗、邪淫である。
Katamā ca bhikkhave, micchāvācā: musāvādo pisunāvācā pharusāvācā samphappalāpo. Ayaṃ bhikkhave micchāvācā.

比丘たちよ、いかなるものが邪語か。妄語、両舌、悪口、綺語である。
Katamo ca bhikkhave, micchāsaṅkappo, （Kāmasaṅkappo）vyāpādasaṅkappo, vihiṃsāsaṅkappo. Ayaṃ bhikkhave, micchāsaṅkappo.

比丘たちよ、いかなるものが邪思惟か。欲思惟、瞋思惟、害思惟である。

## 日本語訳
- 『南伝大蔵経・経蔵・中部経典4』（第11巻下） 大蔵出版
- 『パーリ仏典 中部（マッジマニカーヤ）後分五十経篇I』 片山一良訳 大蔵出版
- 『原始仏典 中部経典4』（第7巻） 中村元監修 春秋社